# Kanton Domont
Der Kanton Domont ist seit 1967 ein französischer Wahlkreis in den Arrondissements Argenteuil, Pontoise und Sarcelles im Département Val-d’Oise und in der Region Île-de-France; sein Hauptort ist Domont.

## Gemeinden
Der Kanton besteht aus elf Gemeinden mit insgesamt 63.369 Einwohnern (Stand: 1. Januar 2022) auf einer Gesamtfläche von 54,78 km²:
| Gemeinde            | Einwohner 1. Januar 2022 | Fläche km² | Dichte Einw./km² | Code INSEE | Postleitzahl | Arrondissement |
| ------------------- | ------------------------ | ---------- | ---------------- | ---------- | ------------ | -------------- |
| Baillet-en-France   | 1.947                    | 7,91       | 246              | 95042      | 95560        | Sarcelles      |
| Béthemont-la-Forêt  | 426                      | 3,79       | 112              | 95061      | 95840        | Pontoise       |
| Bouffémont          | 6.565                    | 4,51       | 1.456            | 95091      | 95570        | Sarcelles      |
| Chauvry             | 297                      | 5,00       | 59               | 95151      | 95560        | Pontoise       |
| Domont              | 16.075                   | 8,33       | 1.930            | 95199      | 95330        | Sarcelles      |
| Moisselles          | 1.259                    | 1,46       | 862              | 95409      | 95570        | Sarcelles      |
| Montsoult           | 4.095                    | 3,84       | 1.066            | 95430      | 95560        | Sarcelles      |
| Piscop              | 737                      | 4,08       | 181              | 95489      | 95350        | Sarcelles      |
| Le Plessis-Bouchard | 8.333                    | 2,69       | 3.098            | 95491      | 95130        | Argenteuil     |
| Saint-Leu-la-Forêt  | 16.047                   | 5,24       | 3.062            | 95563      | 95320        | Argenteuil     |
| Saint-Prix          | 7.588                    | 7,93       | 957              | 95574      | 95390        | Sarcelles      |
| Kanton Domont       | 63.369                   | 54,78      | 1.157            | 9507       | –            | –              |

Bis zur Neuordnung bestand der Kanton Domont aus den 4 Gemeinden Attainville, Bouffémont, Domont und Moisselles. Sein Zuschnitt entsprach einer Fläche von 21,46 km2.

## Bevölkerungsentwicklung
| 1968   | 1975   | 1982   | 1990   | 1999   | 2006   | 2011   |
| ------ | ------ | ------ | ------ | ------ | ------ | ------ |
| 11 274 | 15 529 | 17 387 | 21 117 | 23 272 | 23 296 | 24 019 |